# 朱天球
朱天球（1528年—1610年），字君玉，號肖若，更號澹庵，福建漳州府漳浦縣人，軍籍，明朝政治人物。嘉靖庚戌進士，官至南京工部尚書。

## 生平
嘉靖二十八年（1549年）己酉科福建鄉試第三十八名。嘉靖二十九年（1550年）庚戌科會試第八十名，登進士第二甲第五十七名。三十年秋授南京工部虞衡司主事，當時與薛天華、楊豫孫、董傳策一同哭喪被殺的楊繼盛，有“四君子”之譽。擢南兵部车驾司员外郎，升礼部精膳司郎中，出为湖南道佥事，丁母陈淑人忧归。四十一年壬戌服阕，补广东屯盐佥事，其年冬改提学广西，擢浙江参议，寻晋山东提学副使，四十五年十月升南京太仆寺少卿，隆庆三年以考察调外任，遂拂衣归，扁其庐曰“明农草舍”。万历十五年（1587年）三月起复为广东副使，寻晋南太常寺少卿，十六年七月升南太仆寺卿，十七年二月改南大理寺卿，六月升南京刑部右侍郎，十八年三月调工部，六月转左侍郎，奉敕修理皇城九门。十九年（1591年）二月，南都察院掌院出缺，朝論以天球有風裁，陞南京都察院右副都御史，二十年十月升南京工部尚書，为吏科都给事中许弘纲弹劾，上疏乞休。三十八年正月卒，年八十三。

## 著作
著有《湛園存稿》。

## 家族
曾祖朱德，曾任壽官；祖父朱魯，曾任壽官；父朱琯。母陳氏。